# クレール・マトン
クレール・マトン（Claire Mathon、1975年 - ）は、フランスの撮影監督。クレア・マトンとも表記される。
パリ国立高等鉱業学校で映画を学び、1998年に卒業後、映画の撮影に携わる。2019年に撮影を担当した『燃ゆる女の肖像』で第45回セザール賞撮影賞を始め数々の映画賞を受賞した。

## 主な作品
- 彼女は愛を我慢できない La reine des pommes (2009)
- 南へ行けば Plein sud (2009)
- 黒いスーツを着た男 Trois mondes (2012)
- 湖の見知らぬ男 L'inconnu du lac (2013)
- モン・ロワ 愛を巡るそれぞれの理由 Mon roi (2015)
- 垂直のまま Rester vertical (2016)
- 衝撃波 Ondes de choc (2018) テレビミニシリーズ、1エピソード
- 今さら言えない小さな秘密 Raoul Taburin (2018)
- アトランティックス Atlantique (2019)
- 燃ゆる女の肖像 Portrait de la jeune fille en feu (2019)
- 秘密の森の、その向こう Petite maman (2021)
- スペンサー ダイアナの決意 Spencer (2021)
- サントメール ある被告 Saint Omer (2022)

## 受賞
- 第45回セザール賞撮影賞（『燃ゆる女の肖像』、2020年）[1][2]
- 第25回リュミエール賞（英語版）撮影賞（英語版）（『アトランティックス』、2019年）[3][4]
- 第72回カンヌ国際映画祭バルカン賞（『アトランティックス』、『燃ゆる女の肖像』、2019年）[5]
- 第40回ボストン映画批評家協会賞撮影賞（『燃ゆる女の肖像』、2019年）[6][7]
- 第45回ロサンゼルス映画批評家協会賞撮影賞（『アトランティックス』、『燃ゆる女の肖像』、2019年）[8]
- 第54回全米映画批評家協会賞撮影賞（『アトランティックス』、『燃ゆる女の肖像』、2019年）[9][10]
- 第85回ニューヨーク映画批評家協会賞撮影賞（『燃ゆる女の肖像』、2019年）[11]